# HD 33266
HD 33266 är en ensam stjärna i den mellersta delen av stjärnbilden Giraffen. Den har en skenbar magnitud av ca 6,17 och är mycket svagt synlig för blotta ögat där ljusföroreningar ej förekommer. Baserat på parallax enligt Gaia Data Release 2 på ca 6,7 mas, beräknas den befinna sig på ett avstånd på ca 485 ljusår (ca 149 parsek) från solen. Den rör sig närmare solen med en heliocentrisk radialhastighet på ca -4 km/s.

## Egenskaper
HD 33266 är en vit till blå jättestjärna av spektralklass A2 III, som har förbrukat förrådet av väte i dess kärna och utvecklats bort från huvudserien. Den har en massa som är ca 2,5 solmassor, en radie som är ca 3,1 solradier och har ca 76 gånger solens utstrålning av energi från dess fotosfär vid en effektiv temperatur av ca 9 600 K.